# Джеффрі Тейлор (веслувальник)
Джеффрі Тейлор (англ. Geoffrey Taylor, 4 лютого 1890 — 25 квітня 1915) — канадський академічний веслувальник.
Бронзовий призер Олімпійських Ігор 1908 (розпашні четвірки без стернового), 1908 (вісімки) років.